# 毛毯细莞
毛毯细莞（学名：Cyperus neochinensis）为莎草科莎草属下的一个种。